# Distrito de Pratabgarh
Pratabgarh (en hindi: प्रतापगढ़ जिला) es un distrito de la India en el estado de Rajastán. Código ISO: IN.RJ.PG.
Comprende una superficie de 642 km².
El centro administrativo es la ciudad de Pratabgarh.

## Demografía
Según censo 2011 contaba con una población total de 868231 habitantes, de los cuales 430 281 eran mujeres y 437 950 varones.